# Новочебоксарский художественный музей
Новочебоксарский художественный музей - культурно-образовательное учреждение Новочебоксарска.
При музее действует клуб «Друзья художественного музея», который объединяет творческих людей Новочебоксарска. Председатель клуба – Кульпин Анатолий Константинович.
В настоящее время музейный фонд составляет 843 единицы хранения: это живопись, графика, скульптура, декоративно-прикладное и народное искусство. Музей предлагает посетителям экскурсии по выставкам, лекции по искусству, истории города, его первостроителях. Проводит и профессиональные встречи «Тайны ремесла» с мастерами изобразительного искусства и народными умельцами, поэтические музыкально-литературные вечера.

## История
20 апреля 1983 года в г. Новочебоксарске по инициативе Шымарева Бориса Михайловича, главного архитектора города, состоялось торжественное открытие Выставочного Зала — филиала государственного художественного музея. Первая выставка посвящалась 50-летию Союза художников Чувашии.
В 1987 году союз художников РСФСР передает в дар г. Новочебоксарску 651 произведение живописи, графики, скульптур, которые вошли в основу музейного фонда. Это произведения известных художников - А.Грицая, А. Пантелеева, Г. Нисского, Э. Калнышева, А. Колчанова и др.
В 1996 году выставочный зал преобразован в муниципальное учреждение культуры — «Художественный музей».
На данный момент в штате музея — 10 человек.

## Руководство
- Первый директор: Элле Леонид Николаевич
- Второй директор: Глушаченков Юрий Павлович
- Третий директор: Ильин Александр Владимирович